# Szamár-patak
A Szamár-patak a Mátrában ered, Nógrád vármegyében, mintegy 400 méteres tengerszint feletti magasságban. A patak forrásától kezdve déli irányban halad, majd Mátraszőlősnél eléri a Zagyvát.
A Szamár-patak vízgazdálkodási szempontból a Zagyva Vízgyűjtő-tervezési alegység működési területét képezi.

## Part menti település
- Mátraszőlős